# Prix Gémeaux du meilleur texte
Le prix Gémeaux du meilleur texte est une récompense télévisuelle remise par l'Académie canadienne du cinéma et de la télévision entre 1987 et 2007.

## Palmarès

### Meilleur texte pour une série dramatique
- 1987
  - Fernand Dansereau, Le Parc des braves
  - Pierre Gauvreau, Le Temps d'une paix
- 1988 - Pierre Gauvreau, Le Temps d'une paix
- 1988 - Victor-Lévy Beaulieu, L'Héritage
- 1989 - Victor-Lévy Beaulieu, L'Héritage
- 1990 - Victor-Lévy Beaulieu, L'Héritage
- 1991 - Fernand Dansereau, Les Filles de Caleb
- 1992 - Jacques Savoie, Bombardier
- 1993 - Fabienne Larouche, Réjean Tremblay, Scoop II
- 1994 - Fabienne Larouche, Réjean Tremblay, Scoop III
- 1995 - Fabienne Larouche, Réjean Tremblay, Scoop IV
- 1996 - Luc Dionne, Omertà
- 1997 - André Melançon, Cher Olivier
- 1998 - Luc Dionne, Omertà
- 1999 - Claire Wojas, Le Polock
- 2000 - Anne Boyer et Michel d'Astous, Deux frères
- 2001 - Stéphane Bourguignon, La Vie, la vie
- 2002 - Stéphane Bourguignon, La Vie, la vie
- 2003 - Fabienne Larouche, Fortier
- 2004 - Frédéric Ouellet, Grande Ourse
- 2005 - Danielle Dansereau, Le Négociateur
- 2006 - Pierre-Yves Bernard et Claude Legault, Minuit, le soir
- 2007 - Pierre-Yves Bernard et Claude Legault, Minuit, le soir

### Meilleur texte pour une émission dramatique
- 1989 - Claire Wojas, T’es belle Jeanne
- 1990 - Jefferson Lewis, Les Noces de papier
- 1991 - Janette Bertrand, L'Amour qui tue
- 1992 - Michel Tremblay, Le vrai monde?
- 1993 - Marie Laberge, Oublier
- 1994 - Mark Blandford, Anne Boyer, Michel D'astous, Les grands procès
- 1995 - François Boulay, Dominic Champagne, Les grands procès
- 1996 - Janette Bertrand, Avec un grand A
- 1997 - Claire Richard, Joyeux Calvaire
- 2003 - Gilles Desjardins, Bilan

### Meilleur texte pour un téléroman
- 1991 - Guy Fournier, Jamais deux sans toi
- 1992 - Guy Fournier, Jamais deux sans toi
- 1993 - Guy Fournier, Jamais deux sans toi
- 1994 - Pierre Gauvreau, Cormoran
- 1995 - Victor-Lévy Beaulieu, Montréal P.Q.
- 1996 - Guy Fournier, Les Héritiers Duval
- 1997 - Victor-Lévy Beaulieu, Bouscotte
- 1998 - Françoise Loranger, Hélène Pedneault, Sous le signe du lion
- 1999 - Sylvie Lussier, Pierre Poirier, 4 et demi...
- 2000 - Sylvie Lussier, Pierre Poirier, 4 et demi...
- 2001 - Sylvie Lussier, Pierre Poirier, 4 et demi...
- 2002 - Richard Blaimert, Le Monde de Charlotte
- 2003 - Bernard Dansereau, Annie Piérard, Annie et ses hommes
- 2004 - Bernard Dansereau, Annie Piérard, Annie et ses hommes
- 2005 - Bernard Dansereau, Annie Piérard, Annie et ses hommes
- 2006 - Bernard Dansereau, Annie Piérard, Annie et ses hommes
- 2007 - Bernard Dansereau, Annie Piérard, Annie et ses hommes

### Meilleur texte pour une comédie
- 2003 - Isabelle Langlois, Rumeurs
- 2004 - François Avard, Les Bougon, c'est aussi ça la vie!
- 2005 - Isabelle Langlois, Rumeurs
- 2006 - Isabelle Langlois, Rumeurs
- 2007 - Stéphane Bourguignon, Tout sur moi